# Alfredo Guzzoni

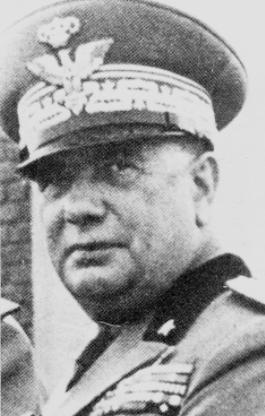
Alfredo Guzzoni

Alfredo Guzzoni (* 12. April 1877 in Mantua; † 15. April 1965 in Rom) war italienischer General  und Gouverneur von Eritrea.

## Leben
Alfredo Guzzoni wurde am 12. April 1877 in Mantua geboren. Er absolvierte die Militärschule in Modena und wurde dann Infanterieoffizier. Nach dem Generalstabslehrgang an der Scuola di Guerra in Turin nahm er am italienisch-türkischen Krieg teil. Im Ersten Weltkrieg war er Chef des Stabes der 7. und 11. Division, um schließlich zum Stabschef des III. Armeekorps ernannt zu werden.
Nach dem Abessinienkrieg war er von Mai 1936 bis April 1937 Gouverneur von Eritrea. Im Vorfeld der italienischen Besetzung Albaniens wurde er 1939 zum Kommandeur der italienischen Besatzungstruppen und schließlich zum Oberbefehlshaber der Besatzungstruppen in Albanien ernannt.
Während des italienischen Angriffs auf Frankreich 1940, befehligte er in der Schlacht in den Westalpen die 4. Armee. Am 29. November 1940 folgte er Ubaldo Soddu als stellvertretender Chef des Generalstabes unter dem Oberbefehl von Ugo Cavallero nach.
Im Juni 1943 befehligte er die italienische 6. Armee während der alliierten Landung auf Sizilien (Operation Husky). Nach dem Waffenstillstand von Cassibile im September 1943 zog er sich aus dem öffentlichen Leben zurück. Nachdem er vom faschistischen Parteifunktionär Roberto Farinacci wegen seines Führungsstils während der alliierten Landung auf Sizilien heftig kritisiert worden war, wurde er Ende Oktober 1943 verhaftet. Nach der Fürsprache hochrangiger deutscher Offiziere war er nach 14 Tagen wieder auf freiem Fuß. Nach dem Krieg versuchte er vergeblich, seine Verdienste um die Verteidigung Siziliens ins rechte Licht zu rücken. Alfredo Guizzoni verstarb 1965 in Rom.

## Auszeichnungen
- Orden der Heiligen Mauritius und Lazarus (Komtur)
- Orden der Krone von Italien (Komtur)
- Militärorden von Savoyen (Komtur)
- Tapferkeitsmedaille in Silber
- Gedenkmedaille zur Einheit Italiens
- Kriegsverdienstkreuz (Italien)
- Erinnerungsmedaille an den italienisch-österreichischen Krieg
- Interalliierte Siegesmedaille (Italien)